# Christer Wallin
Christer Wallin   (Timrå, 17 de juny de 1969) és un nedador suec, ja retirat, especialista en estil lliure, que va competir durant les dècades de 1980 i 1990.
El 1988 va prendre part en els Jocs Olímpics d'Estiu de Seül, on disputà dues proves del programa de natació. Fou sisè en els 4x200 metres lliures, mentre en els 200 metres papallona quedà eliminat en sèries. Quatre anys més tard, als Jocs de Barcelona, tornà a disputar dues proves del programa de natació. Fent equip amb Anders Holmertz, Tommy Werner i Lars Frölander, guanyà la medalla de plata en els 4x200 metres lliures, mentre en els 400 metres lliures quedà eliminat en sèries. La seva tercera i darrera participació en uns Jocs fou el 1996, a Atlanta, on revalidà la medalla de plata en els 4x200 metres lliures, tot fent equip amb Anders Holmertz, Anders Lyrbring i Lars Frölander, mentre en els 4x100 metres lliures quedà eliminat en sèries.
En el seu palmarès també destaca una medalla d'or en els 4x200 metres lliures del Campionat del Món de natació de 1994, formant equip amb Tommy Werner, Lars Frölander i Anders Holmertz, una de plata i una de bronze al Campionat d'Europa de natació de 1995, en els 4x200 i 4x100 metres lliures respectivament, i una d'or al Campionat del Món en piscina curta de 1993, novament en els 4x200 metres lliures.